# Těšínov (Petříkov)
Těšínov je vesnice, část obce Petříkov v okrese České Budějovice v Jihočeském kraji. Nachází se asi dva kilometry severozápadně od Petříkova. Je zde evidováno 55 adres. V roce 2011 zde trvale žilo 75 obyvatel.
Těšínov je také název katastrálního území o rozloze 19,36 km². V katastrálním území Těšínov leží i Petříkov.

## Historie
Žádný pramen o založení obce Těšínov se nedochoval. Nejstarší zápis vztahující se k Těšínovu je v pozemkových knihách datovaný do roku 1590 (jiný zdroj uvádí rok 1533). Těšínov byl tedy zřejmě založen krátce před či přímo v roce 1590, ještě v době vlády Viléma z Rožmberka. V urbáři z roku 1597 je zápis pro vesnici nadepsán: „Tieschin, Nowa wes“. Nejstaršími osadníky byli podle něj byli: Jiří Košíček, Martin Kovář, Jan Kulafa, Jílek Krejčí, Šimek, Marek, Ondřej Tkadlec, Urban Novotný, Říha Šesták, Jan Kusltat, Vít, Václav Švik, Jan Kudlatka, Říha a Vít Špaček.
Někdy mezi lety 1610 a 1615 byl pořízen soupis nájemců panských jiter v těšínovském polesí, v něm zmíněni tito osadníci: Vondra Mička, Matěj Dorazil, Kašpar Březina, Ambrož Patolek (Podolák), Václav Krejčí, Pavel, Martin Hoch, Janda, Kubát, Jíra Košík, Albrecht, Říha Vejsada a Špaček. Zde již je vidět zárodek pozdějších jmen jednotlivých gruntů.
Roku 1654 byl proveden soupis poddanských statků, tzv. berní rula, který byl následně opravován v roce 1676 (revizitace berní ruly). Z něj jsou doloženy stopy zanechané událostmi třicetileté války, především vylidněnost. V Těšínově bylo v roce 1654 z celkových 14 usedlostí 12 pustých, u jediných dvou hospodářů je uvedeno, že žijí v chudobě a nemohou obhospodařit všechna pole. Až o 22 let později se vesnice opět zalidnila.
Hospodáři uvedení v letech 1654 / 1676
- Mariana Podoláková / Jakub Podolák
- Jan Březina / Franěk Březina
- pustý / Jan Mička
- pustý  / Jakub Kožíšek
- pustý / Simon Veselý
- pustý / Bílek Janda
- pustý / Jiřík Franta
- pustý / Filip Pavlík
- pustý / Matouš Krejčí
- pustý / Jan Vosika
- pustý / dorazilovský
- pustý / tkalcovský
- pustý / Jankovský

## Chráněné části přírody
- Národní přírodní rezervace Červené blato
- Stropnice (evropsky významná lokalita)

## Obyvatelstvo
| Rok            | 1869 | 1880 | 1890 | 1900 | 1910 | 1921 | 1930 | 1950 | 1961 | 1970 | 1980 | 1991 | 2001 | 2011 | 2021 |
| -------------- | ---- | ---- | ---- | ---- | ---- | ---- | ---- | ---- | ---- | ---- | ---- | ---- | ---- | ---- | ---- |
| Počet obyvatel | 288  | 302  | 298  | 289  | 267  | 264  | 255  | 135  | 147  | 118  | 79   | 65   | 62   | 75   | 78   |
| Počet domů     | 43   | 51   | 51   | 51   | 51   | 49   | 50   | 50   | 50   | 34   | 30   | 37   | 37   | 47   | 51   |

## Obecní správa
Při sčítání lidu v letech 1850–1899 Těšínov byl osadou obce Buková v okrese Budějovice. V letech 1899–1975 byl samostatnou obcí, se kterým patřil nejprve do okresu České Budějovice (v letech 1900–1910 Budějovice), ale v roce 1950 v okrese Trhové Sviny a od roku 1960 opět v okrese České Budějovice. Od 1. ledna 1976 do 23. listopadu 1990 byl částí obce Olešnice v okrese České Budějovice. Od 24. listopadu 1990 je částí obce Petříkov v okrese České Budějovice. V letech 1899–1950 k obci patřil Nepomuk.